# Franz Sedlmeier
Franz Xaver Sedlmeier (* 20. November 1954 in Fribertshofen) ist ein deutscher römisch-katholischer Theologe mit der Fachrichtung Altes Testament.

## Leben
Ab 1966 besuchte er das Gabrieli-Gymnasium Eichstätt. Nach dem Abitur 1973 studierte er zwei Jahre Theologie an der Kirchlichen Gesamthochschule Eichstätt, ein Jahr an der Universität Münster (Exegetikum) und vier Jahre an der Gregoriana in Rom (Bakkalaureat und Lizentiat). Nach der Diakonenweihe 1979 im Collegium Germanicum et Hungaricum schloss er die theologischen Studien mit dem Lizentiat in Biblische Theologie mit der Lizentiatsarbeit bei Gian Luigi Prato: Die Sintflut des Jahwisten. Untersuchungen zur Motivation der Sintfluterzählungen anhand des jahwistischen Materials, ab. Nach der Priesterweihe in Eichstätt im Sommer 1981 war er drei Jahre als Seelsorger in der Diözese Eichstätt tätig. Nach der zweiten Dienstprüfung im Herbst 1984 wurde er für das Promotionsstudium bei Rudolf Mosis an der Katholischen Universität Eichstätt, zugleich wissenschaftlicher Mitarbeiter am Lehrstuhl für Altes Testament, freigestellt. Neben der Arbeit am Lehrstuhl und den wissenschaftlichen Studien betreute er seelsorgerlich das Kinderdorf Marienstein bei Eichstätt. 1986 wechselte er mit Rudolf Mosis an die Universität Mainz dort Anstellung als wissenschaftlicher Mitarbeiter. Er war seelsorgerlich in den Pfarreien „Maria Königin“ Mainz-Drais und „Franziskus“ Mainz-Lerchenberg tätig. Nach der Promotion 1989 zum Dr. theol. an der KThF der Universität Mainz mit der Dissertation Studien zu Komposition und Theologie von Ezechiel 20 arbeitete er von 1989 bis 1992 im Ökumenischen Lebenszentrum Ottmaring mit. Das Habilitationsstudien begann er 1990 über das Motiv Jerusalem in den Psalmen. Von 1991 bis 1992 studierte er Altorientalistik und Ägyptologie an der LMU München. Von 1992 bis 2000 war in Ingolstadt neben der Arbeit an der Habilitation in vielfältige Dienste in der Pfarrseelsorge, der Erwachsenenbildung und in der theologischen Fort- und Weiterbildung tätig. Das Habilitationsverfahren schloss er am 17. Juni 1996 mit der Venia legendi „Alttestamentliche Literatur und Theologie“ ab. Ab Januar 1996 war er wissenschaftlicher Assistent in Mainz. Im Wintersemester 1998/1999 lehrte er als Dozent an der Dormitio-Abtei. Im Wintersemester 1998/1999, im Sommersemester 1999 und im Wintersemester 1999/2000 vertrat er den Lehrstuhl an der Universität Mainz (Nachfolge Rudolf Mosis).
Seit Mai 2000 lehrt er als Professor für Alttestamentliche Wissenschaft an der Katholisch-theologischen Fakultät der Universität Augsburg (Wintersemester 2001/2002 – Wintersemester 2003/2004 Studiendekan der Katholisch-Theologischen Fakultät der Universität Augsburg/Wintersemester 2002/2003 – Sommersemester 2004 Prodekan der Katholisch-Theologischen Fakultät der Universität Augsburg/Oktober 2004 bis Oktober 2006 Dekan der Katholisch-Theologischen Fakultät der Universität Augsburg).
Am 12. Juni 2008 wurde er zum Korrespondierenden Mitglied der Pontificia Academia Theologica ernannt.
Seit Sommer 2009 lebt er in geistlicher Gemeinschaft mit Wilfried Hagemann und Tobias Häner in Augsburg-Lechhausen, wo er in den Pfarreien St. Pankratius und Unsere Liebe Frau mitarbeitet.
Im Wintersemester 2009/2010 unterrichtete er als Gastprofessor am Studium Biblicum Franciscanum (Februar bis April 2010). Im Wintersemester 2011/2012 lehrte er als Gastprofessor an der Dormitio-Abtei (März 2012). Im Sommersemester 2012 war er Gastprofessor am Studium Biblicum Franciscanum (März bis Mai 2012).
Von 2013 bis 2017 war er Mitglied der Erweiterten Universitätsleitung und des Hochschulrates der Universität Augsburg.
Am 4. Juni 2018 erhielt er die Ernennung zum Ordentlichen Mitglied der Päpstlichen Akademie für Theologie („Membro Ordinario della Pontificia Accademia di Teologia“) durch das Staatssekretariat des Vatikans.
Im Jahre 2019, Februar bis April, Gastdozent am Studium Biblicum Franciscanum, Jerusalem.